# هانس ینیکه
هانس ینیکه (انگلیسی: Hannes Jaenicke؛ زادهٔ ۲۶ فوریه ۱۹۶۰) یک هنرپیشه اهل آلمان است.
از فیلم‌ها یا برنامه‌های تلویزیونی که وی در آن نقش داشته‌است می‌توان به کوبیدن بر در بهشت، راهزنی، رزا لوکزامبورگ، سقوط آزاد، عبور از نابودی، ببر ماده، زهرها، پنج آس، نصیحت مفید و هیندنبورگ اشاره کرد.